# アルベルト・ニスマン
アルベルト・ニスマン（スペイン語: Alberto Nisman、1963年12月5日 - 2015年1月18日 ）は、アルゼンチンの検察官である。
ブエノスアイレスでユダヤ系の家庭に生まれた。
1994年のアルゼンチン・イスラエル相互協会爆破事件の捜査を2004年から担当。現職大統領クリスティーナ・フェルナンデス・デ・キルチネル、現職外務大臣エクトル・ティメルマン（es:Hector Timerman）、元大統領カルロス・メネムが、イランの石油を安く輸入するために捜査を妨害したと主張していた。
この件について、2015年1月19日に議会で証言する予定となっていたが、その前日、自宅マンションで遺体となって見つかった。こめかみに銃弾を受けており、遺体のそばにニスマンの所有物ではない22口径の拳銃があった。
同年2月3日、キルチネルの逮捕令状を2014年6月14日付で作成していたことが明らかとなった。